# (2787) Tovarishch
(2787) Tovarishch (1978 RC6) – planetoida z pasa głównego asteroid okrążająca Słońce w ciągu 5,25 lat w średniej odległości 3,02 j.a. Odkryta 13 września 1978 roku.